# Ilseder Hütte

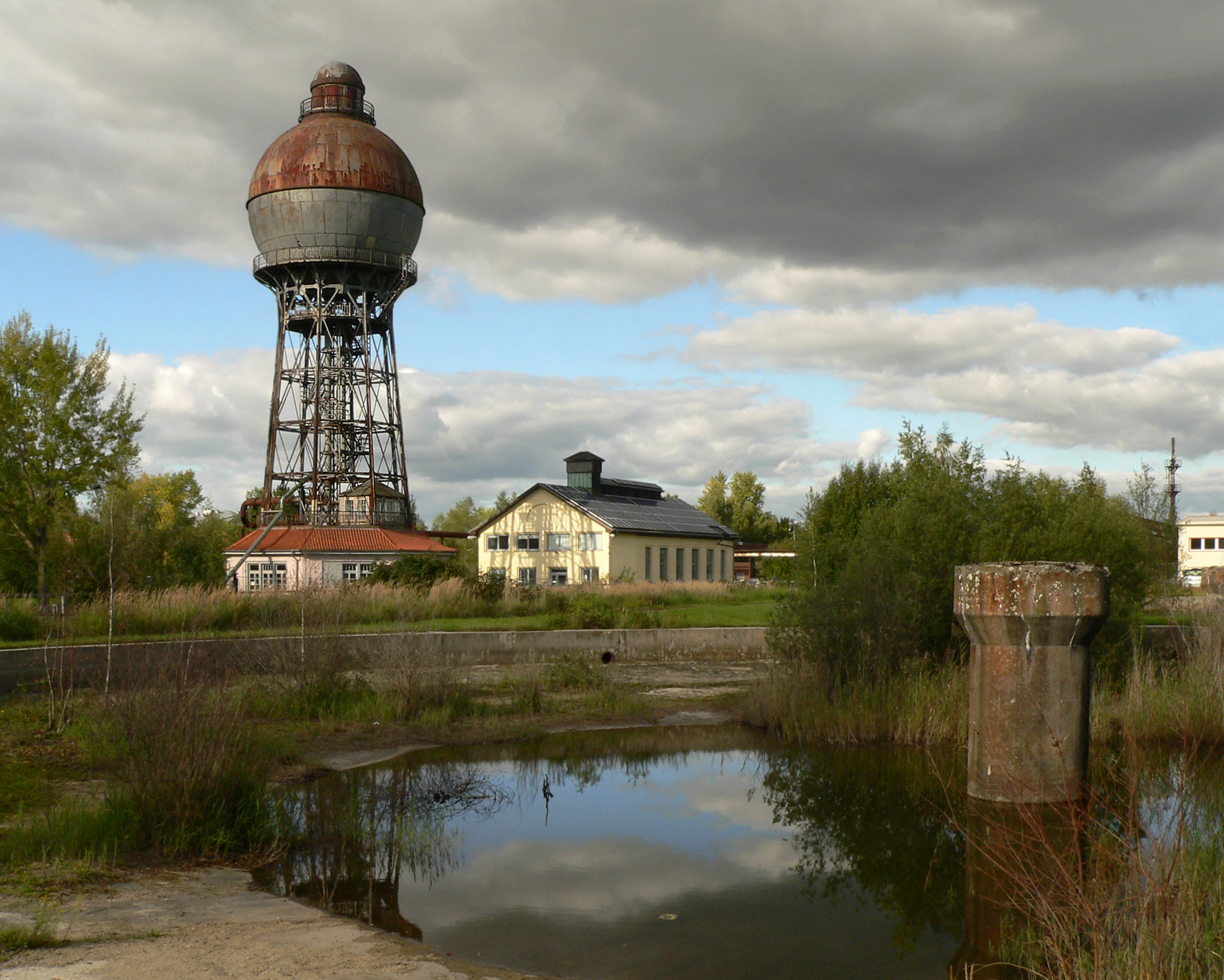
Kugelwasserturm und Umformerstation der Ilseder Hütte

Die Ilseder Hütte ist ein ehemaliges Hüttenwerk in Ilsede (Landkreis Peine) in Niedersachsen, Deutschland. Das Gelände liegt rechts der Fuhse auf Gadenstedter Flur.

## Geschichte

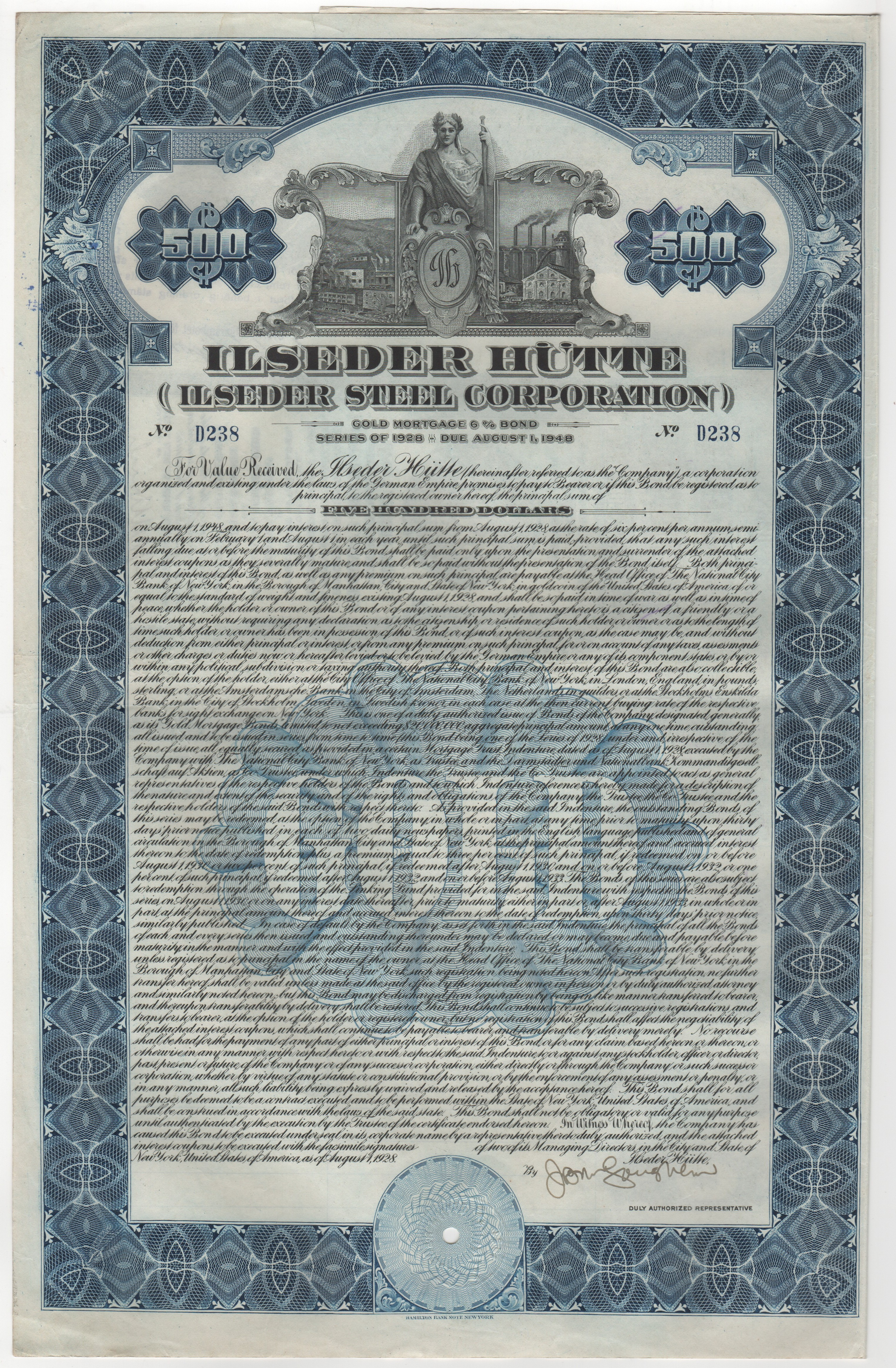
Dollargoldanleihe der Ilseder Hütte vom 1. August 1928

Unter Beteiligung des Bankhauses Ephraim Meyer & Sohn wurde 1853 in Groß Ilsede von Carl Hostmann eine erste Gesellschaft gegründet, um ein Hüttenwerk auf vermuteten Kohle- und Erzlagerstätten im heutigen Landkreis Peine zu errichten. Es waren jedoch keine förderwürdigen Kohlevorkommen vorhanden. Trotzdem hielt man an der Errichtung eines Hüttenwerkes mit dem Namen „Bergbau und Hüttengesellschaft zu Peine“ fest. Jedoch musste die Gesellschaft bereits während der ersten Weltwirtschaftskrise 1858 Konkurs anmelden. Aus der Konkursmasse entstand unter Führung von Fritz Hurtzig und Carl Haarmann am 6. September 1858 die „Aktiengesellschaft Ilseder Hütte“. 1861 konnte die Produktion in Groß Ilsede aufgenommen werden, die trotz der ungünstigen Transportwege schnell expandierte. In der Zeit des Deutschen Kaiserreichs hat insbesondere Gerhard Lucas Meyer die Expansion des Unternehmens zu einem montanindustriellen Großbetrieb vorangetrieben. 1872 wurde das Unternehmen um ein Walzwerk in Peine ergänzt, bereits 1879 ging der dritte Hochofen in Ilsede in Betrieb.
Bereits seit 1898 war Cornelius Freiherr von Berenberg-Gossler Teilhaber der Ilseder Hütte. In den 1920er-Jahren war die Vereinigte Industrieunternehmungen AG (VIAG) mit 25 % beteiligt.
1928 nahm die Ilseder Hütte eine Dollargoldanleihe in Höhe von 10 Millionen Dollar und einer Laufzeit bis 1948 bei der National City Bank of New York auf.
1929 konnte das Transportproblem durch Anbindung der Stadt Peine an den Mittellandkanal und den Bau der Peiner Hafenanlage gelöst werden.
Nachdem das Hüttenwerk den Zweiten Weltkrieg unversehrt überstanden hatte, expandierte das Unternehmen in der Bundesrepublik weiter, wurde jedoch durch die Krisen der 1970er Jahre in Mitleidenschaft gezogen. 1970 erfolgte der Zusammenschluss mit der sich im Staatsbesitz befindlichen Salzgitter AG. 1978 wurde der Erzabbau eingestellt, 1983 auch der Hochofenbetrieb.
Die Salzgitter AG wurde 1989 Teil der Preussag, die 1995 die noch verbliebenen Produktionsbereiche von Kokerei, Kraftwerk und Nebengewinnung in Ilsede stilllegte.

## Heutige Nutzung
Heute ist auf dem Hüttengelände ein Gewerbepark untergebracht. Die ehemalige Gebläsehalle wird heute für Veranstaltungen verschiedenster Art genutzt und steht unter Denkmalschutz. Seit 2004 besteht das Arboretum Ilseder Hütte. Die Dampfzentrale wurde im Frühjahr 2010 abgerissen.
Die Ilseder Hütte ist ein Geopunkt des Geoparks Harz – Braunschweiger Land – Ostfalen und namensgebend für die Landmarke 22 des Geoparks.

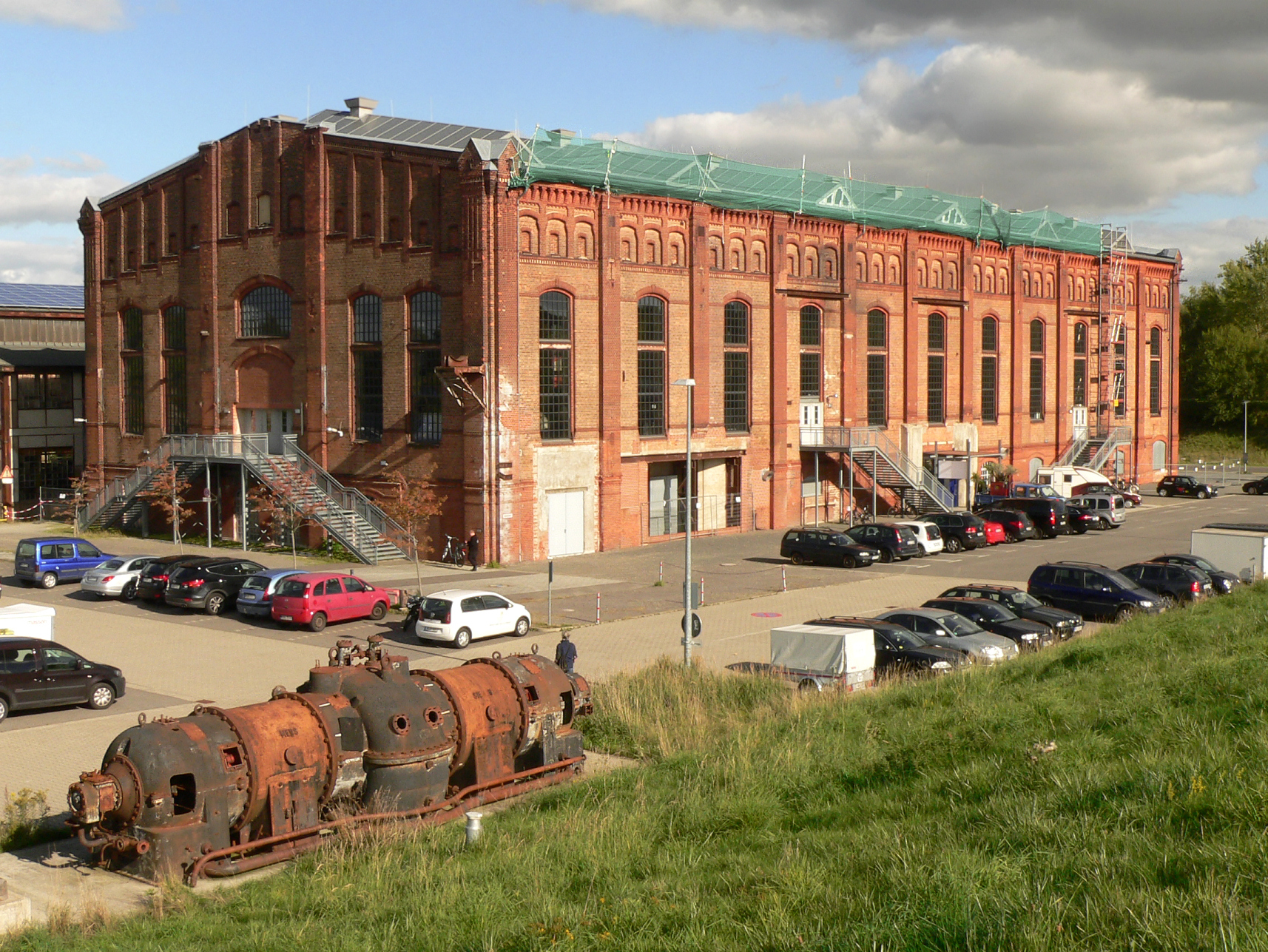
Frühere Gebläsehalle Ilsede, davor eine Ljungströmturbine
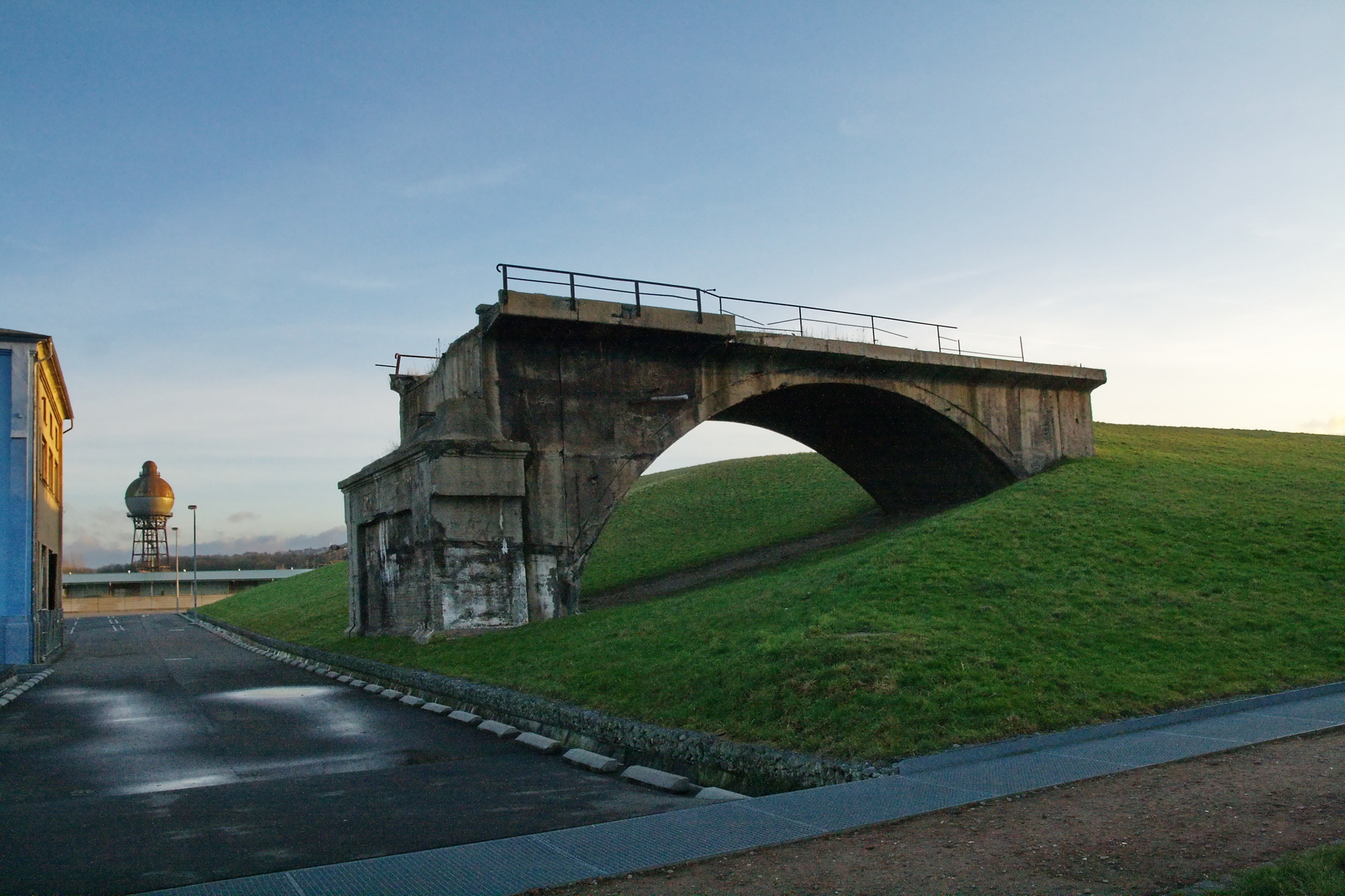
Brückenfragment im Gewerbepark Ilseder Hütte, 2008
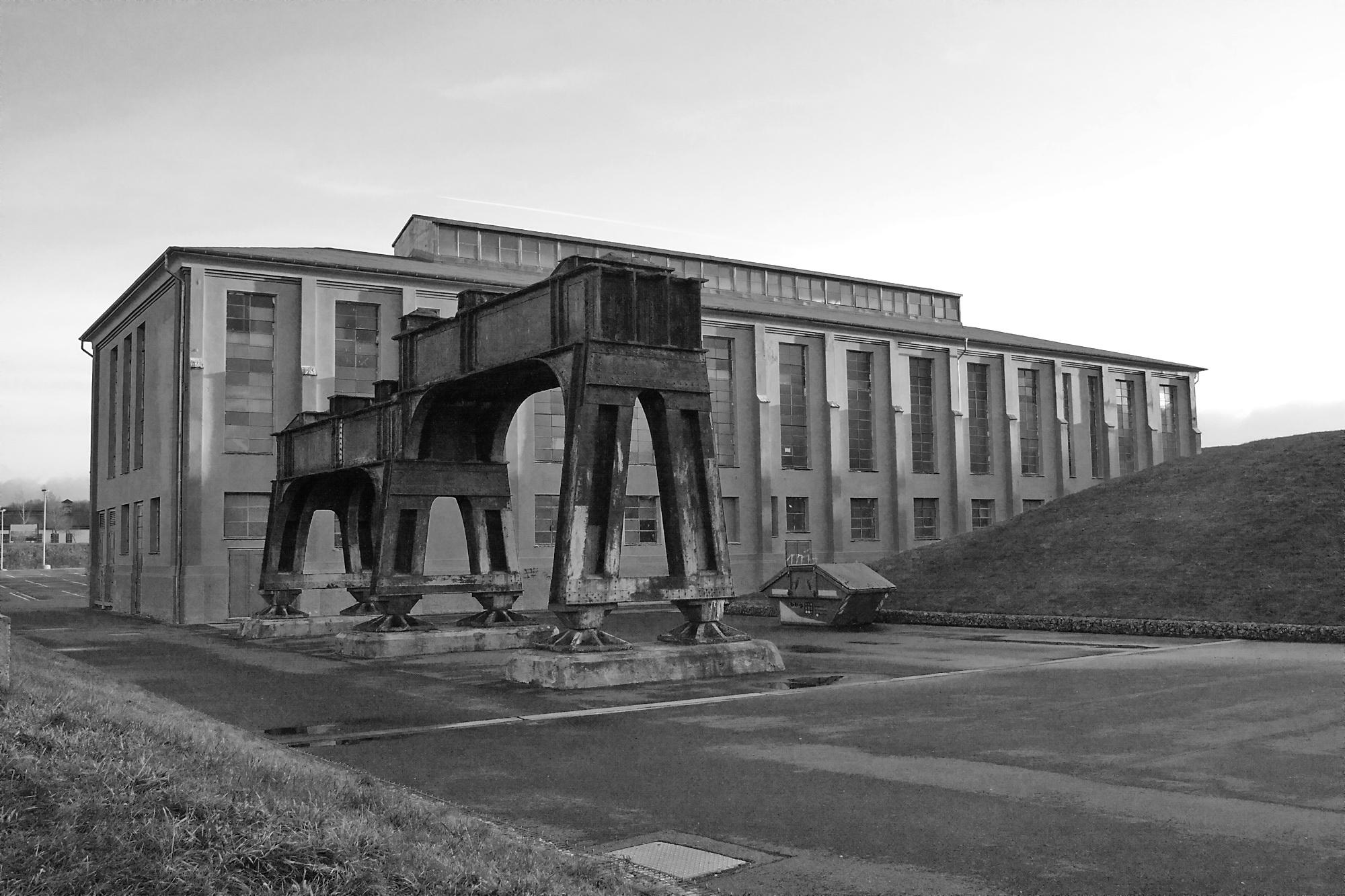
Ehemalige Dampfzentrale der Ilseder Hütte, 2008

## Persönlichkeiten
- Wilhelm Bergmann, seit 1907 Generaldirektor

- Walter Woelz, 1932–1938 Justiziar des Unternehmens[5]
- Hans Fiehn, 1932–3. Dezember 1962 Mitglied im Aufsichtsrat, 1945–1949 stellvertretender Vorsitzender, 1949–1952 Vorsitzender des Aufsichtsrates[6]
- Gerhard Meyer, Ingenieur, Vorstandssprecher der Ilseder Hütte bis 1970, anschließend Hüttendirektor[7]